# Charles Picquenard (1873-1940)
Pour les articles homonymes, voir Charles Picquenard.
Firmin Charles Célestin Picquenard (né le 9 novembre 1873 à Paris, où il est mort le 16 juin 1940) est un conseiller d'État et haut fonctionnaire français.
Il entre le 15 novembre 1899 au ministère du Commerce comme rédacteur stagiaire au 1er bureau de la direction de l’Industrie, puis, en 1902, il passe au 1er bureau de la direction du Travail. À la création du ministère du Travail par Clemenceau en 1906, il est transféré avec sa direction à la nouvelle administration comme sous-chef de bureau (1er novembre 1906). Il deviendra chef de bureau le 19 septembre 1910.
Quelques mois avant la guerre 1914-1918, il est nommé chef adjoint du Cabinet du Ministre. Puis il deviendra chef de cabinet du ministre du Travail Albert Métin le 1er novembre 1915. Le 1er mars 1920, après le départ d'Arthur Fontaine, appelé à la présidence du Bureau international du travail (BIT), il le remplace au poste de directeur du Travail du ministère du Travail, fonction qu’il conserve jusqu’à son départ à la retraite en 1937. La fonction de directeur du travail entraîne automatiquement sa nomination de conseiller d’État en service extraordinaire (avril 1920)
De 1931 à 1937, Charles Picquenard représente la France au Conseil d'administration de l'OIT (Organisation internationale du travail).
Par ailleurs, il est membre du conseil d'administration des Mines domaniales de potasse d'Alsace (MDPA).
Réformateur, Charles Picquenard, défend l'idée qu'il faut donner les moyens, juridiques notamment, au ministère du Travail pour qu'il joue un rôle d’arbitre entre les intérêts patronaux et ouvriers. Il milite pour une meilleure formation des agents du ministère du Travail ainsi qu'une meilleure production de statistiques.
En juin 1936, pour mettre en œuvre les congés payés qui lui sont chers, Léon Blum s'appuie sur Charles Picquenard. Dans la nuit du 8 au 9 juin, il le charge de rédiger un projet de loi en accéléré. Déposé le  9 juin à la Chambre, le texte sera voté le 11 à l'unanimité des 592 votants.
Avant son départ à la retraite, il publie un Code du travail annoté, qui va devenir la bible des agents du ministère du Travail (administration centrale, inspecteurs du travail) jusqu'aux années 1950.
Il est domicilié 3 rue Pérignon puis 9 rue Albert-de-Lapparent à Paris.

## Distinctions
- Grand officier de la Légion d'honneur (1937)

## Publications
- Le Placement public à Paris. Situation actuelle et projets de réforme, Paris, M. Rivière, 1913 (avec MM. Louis Varlez, Darcis, Georges Alfassa et Max Lazard)
- Salaires et tarifs, conventions collectives et grèves, la politique du ministère de l’Armement et du ministère du Travail, PUF, Yale University Press, New Haven, 1928 (avec William Oualid)
- Code du travail annoté, avec les textes non codifiés entrant dans le cadre du code, Paris, Librairie du Recueil Sirey, 1938

## Source
- Claude Chetcuti, Pour un nouveau regard sur le ministère du Travail, Cahiers du Chatefp n°6, mars 2007
- Boris Dänzer-Kantof, Véronique Lefèbvre, Félix Torres, Un siècle de réformes sociales. Une histoire du ministère du Travail, 1906-2006, Paris, La Documentation française, 2006
- Etienne Penissat, Rapport de recherche pour le ministère du Travail, Paris, août 2006